# Polygonum bidwelliae
Polygonum bidwelliae är en slideväxtart som beskrevs av S. Wats.. Polygonum bidwelliae ingår i släktet trampörter, och familjen slideväxter. Inga underarter finns listade i Catalogue of Life.